# Nomia crassipes
Nomia crassipes är en biart som först beskrevs av Fabricius 1789.  Nomia crassipes ingår i släktet Nomia och familjen vägbin. Inga underarter finns listade i Catalogue of Life.